# Église constitutionnelle
L'Église constitutionnelle était l'Église instituée et organisée par la Constitution civile du clergé (1790) et constituée d'évêques, de prêtres, de diacres et de clercs ayant prêté le serment exigé.
Cette Église constitutionnelle est déclarée schismatique par le pape Pie VI. Les membres du clergé ayant prêté serment (à la Constitution civile du clergé) étaient appelés « jureurs » ou « assermentés », par opposition aux « insermentés » ou « réfractaires ».
Le concordat de 1801, signé entre le gouvernement de la République française et le Pape Pie VII, mit fin à cette Église.

## Origine du clergé constitutionnel
La Constitution civile du clergé votée en 1790 par l'Assemblée constituante donne un nouveau statut aux prêtres. Ils sont directement liés à l'État, sont salariés par celui-ci et ne dépendent plus directement du Saint-Siège.
Cette réforme est inspirée par le gallicanisme, doctrine mettant en valeur l'autonomie du clergé français par rapport au pape et le richérisme, doctrine ecclésiologique très implantée dans le bas-clergé, qui prône le gouvernement démocratique des communautés paroissiales et diocésaines.

## Les prêtres constitutionnels

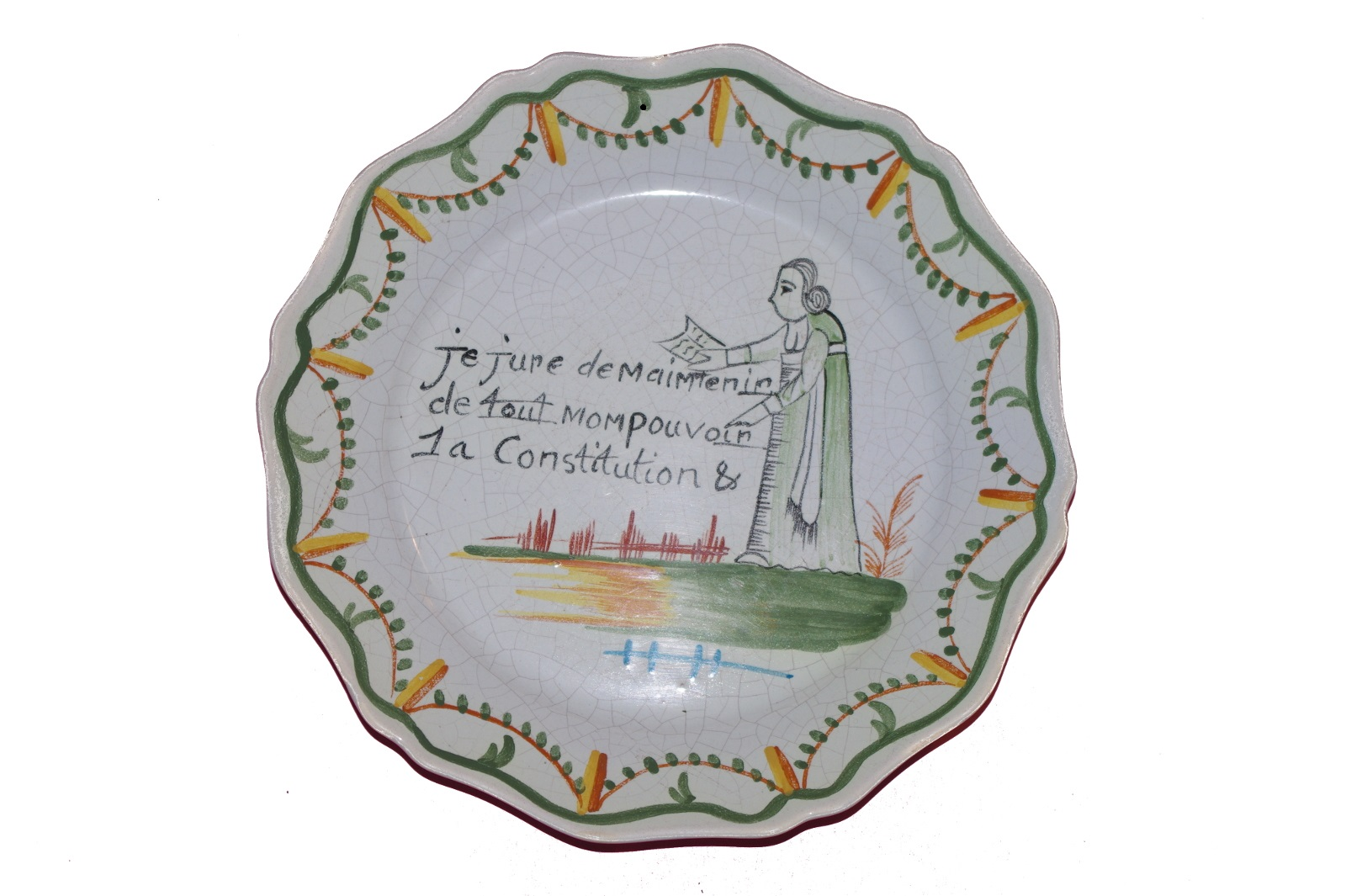
Assiette commémorative montrant un prêtre jureur.

Les prêtres constitutionnels, également appelés prêtres « jureurs », sont les prêtres qui ont prêté le serment exigé par la Constitution civile du Clergé. Leur statut est celui de salarié et d'agent de l'État. Les curés sont élus par les citoyens de leur circonscription.
Environ 50 % des curés d'Ancien Régime ont prêté le serment.
Parmi le clergé constitutionnel, on distingue :
- ceux qui ont conservé leur ancien office de curé ou d'évêque : ce sont les « jureurs » simples ;
- et ceux qui, à la suite d'une élection, ont été installés dans un office existant, qu'il soit vacant (par la mort ou la démission du dernier titulaire) ou encore occupé (par un prêtre ou un évêque « réfractaire ») : ce sont les « intrus ».

Pourcentage de prêtres jureurs par département en 1791.

Les régions où la part de prêtres jureurs est la plus importante sont les régions entourant le Bassin parisien, l'Aquitaine et le Sud-Est. On arrive à une proportion de 75 à 100 % de jureurs dans des départements comme l'Yonne, les régions alpines, l'Allier par exemple. Cette forte proportion de jureurs peut s'expliquer par un début de baisse de la pratique religieuse dans ces régions. Les fidèles n'auraient alors pas fait pression sur leur clergé pour refuser le serment. La présence d'un clergé gallican et l'implantation du jansénisme est certainement un des facteurs, dans le grand Bassin parisien et les Alpes notamment.
Les départements où les curés non-jureurs (appelés réfractaires) sont majoritaires sont situés à l'ouest, au nord, en Alsace et au sud de l'Auvergne. Ces régions sont particulièrement excentrées, et conservent à l'époque une forte identité locale, qui pousse peut-être les prêtres à se méfier des décisions parisiennes. La forte présence d'une petite noblesse locale attachée aux traditions et la grande influence de la Réforme catholique issue du concile de Trente peuvent aussi expliquer les réticences face au serment.
Socialement, la part de prêtres jureurs est beaucoup plus importante dans le bas-clergé (vicaires, curés de petites paroisses) que dans le haut-clergé.

## Les évêques constitutionnels
Les évêques furent peu nombreux à prêter le serment de 1791. Seuls quatre le firent spontanément. La plupart attendirent la décision du pape et, quand celle-ci fut connue, émigrèrent.
Devant l'échec du serment dans le haut-clergé, il a fallu procéder à un renouvellement du clergé épiscopal. Celui-ci s'est fait par des élections. Des nouveaux évêques sont élus. Ils sont ensuite sacrés par les évêques français. Certains d'entre eux, comme l'abbé Grégoire, ont été élus dans plusieurs départements, et ont ensuite choisi leur diocèse. Les nouveaux évêques sont marqués, plus encore que les prêtres, par le gallicanisme. La plupart d'entre eux sont de simples curés ou des professeurs de séminaire.

## L'Église constitutionnelle

### De 1790 à la Terreur

L'abbé Grégoire

La volonté de l'Assemblée constituante de faire naître un clergé national est accueillie de façon mitigée. Une moitié environ du clergé est favorable à cette mesure. Même l'avis défavorable du pape Pie VI ne le fait pas changer d'avis. La nomination des nouveaux curés constitutionnels ne se fait cependant pas sans heurts. Si dans une bonne partie des paroisses le curé prête serment et continue à administrer sa paroisse, dans les paroisses où le curé est réfractaire les conflits apparaissent. En effet, un curé constitutionnel est alors nommé, souvent venu de l'extérieur, et il est alors souvent mal accueilli par les paroissiens.
À partir du décret contre les prêtres réfractaires en 1791, les prêtres n'ayant pas prêté serment peuvent être arrêtés. Ceux qui n'émigrent pas se cachent alors à proximité de leur ancienne paroisse et continuent parfois à célébrer la messe et à administrer les sacrements, ce qui tend à diviser la population. Les prêtres constitutionnels sont alors vus comme des intrus, ils sont parfois rejetés par la population, notamment dans l'Ouest de la France (Bretagne, Vendée).
L'autorisation du mariage pour les prêtres est vue comme une cause de scandale, et peu nombreux sont les prêtres qui arrivent à garder leur cure tout en étant mariés.
Petit à petit, à mesure que la Révolution se radicalise, les prêtres réfractaires sont de plus en plus voués à la clandestinité, sous peine d'être arrêtés. Les curés constitutionnels s'installent dans leurs fonctions, en adoptant souvent une attitude de réserve face aux événements politiques. Dans certaines régions, curé constitutionnel et curé réfractaire font bon ménage, se partageant l'église pour des cultes distincts. Mais ces cas de bonne entente sont rares et ne peuvent exister que dans des localités isolées, où le pouvoir politique ne peut surveiller quotidiennement ce qui se passe.
Le statut du prêtre constitutionnel est à l'époque assez flou. Il est vu comme un « officier public », c'est-à-dire égal à un magistrat. Cette appellation, si elle choque au départ certains prêtres, finit cependant par s'imposer, ceux-ci étant bien souvent la seule autorité, le seul vecteur d'informations sur les événements de la capitale dans la France rurale de l'époque.
Une partie des curés ayant prêté serment souhaite organiser une véritable Église nationale. Ces prêtres sont rassemblés autour de l'abbé Grégoire, chef de file, depuis le début de la Révolution, du clergé constitutionnel. Dès le début de la Révolution, il avait souhaité organiser un concile national, suivant en cela la requête d'un certain nombre de cahiers de doléances de curés, notamment du Dauphiné. Cette volonté d'organiser l'Église gallicane est issue aussi du richérisme, doctrine ecclésiologique très implantée dans le bas-clergé. Toutefois, il n'est pas question alors de faire sécession d'avec l'Église romaine. L'abbé Grégoire l'expose dès 1789 : « L'intention de l'Assemblée est de réduire l'autorité du pape à de justes bornes […] mais elle est également de ne pas faire de schisme ». La condamnation par Pie VI de la Constitution civile du clergé pousse les ecclésiastiques constitutionnels à s'organiser et leur permet de songer véritablement à l'organisation d'une Église autocéphale. Mais la Terreur survient alors, mettant en sommeil ces projets.

### La déchristianisation
La Terreur entreprend, de façon organisée ou non, une vaste entreprise de déchristianisation. Les prêtres, jureurs ou non, sont persécutés, exécutés ou déportés (en Guyane notamment)[réf. souhaitée]. Toute activité religieuse est interdite, et rares sont les ecclésiastiques qui peuvent garder une vie publique. Les démissions se multiplient chez les évêques et chez les prêtres. À partir de 1794, Robespierre instaure le culte de la Raison et de l'Être suprême afin de garder une référence spirituelle qu'il juge indispensable à la moralité du peuple. Dans le même temps se développe la théophilanthropie, culte philosophique nouveau.

### La réouverture des églises
À la chute de Robespierre, le 9 thermidor de la même année, l'Église constitutionnelle est dans une situation catastrophique. Désorganisée par le mariage et l'abdication de certains de ses prêtres et de ses évêques et par la persécution de la Terreur, il ne reste en fonction qu'une trentaine d'évêques constitutionnels. La suppression du budget des cultes, par le décret du 2 sansculottides an II (18 septembre 1794), allait rendre la vie matérielle du clergé très difficile.
En novembre et décembre 1794, se constitue autour de quatre évêques, Henri Grégoire, Jean-Baptiste Royer, Éléonore-Marie Desbois de Rochefort et Jean-Baptiste Pierre Saurine, de l’abbé Augustin-Jean-Charles Clément, futur évêque de Versailles, et de Charles Saillant, le groupe des « Évêques réunis à Paris » qui se donne pour mission de régénérer l'Église de France.
« Dans l'état de confusion auquel l'Église Gallicane est réduite, plus encore par la défection ou le défaut de zèle d'une partie de ses ministres, que par les persécutions des soi-disant philosophes, on ne peut trop remercier Dieu d'avoir inspiré à des évêques, que les circonstances retiennent à Paris, de conférer ensemble sur les maux qui nous affligent, et sur les moyens d'y remédier. »
Le 24 décembre 1794, devant la Convention, Grégoire tente de prononcer sous les huées son Discours sur la liberté des cultes dans lequel il demande la liberté pour les cultes et la réouverture des églises. Néanmoins la Convention finit par voter le 3 ventôse an III (21 février 1795) un décret sur la liberté des cultes. Ce décret confirme la séparation de l'Église et de l'État qui avait été instaurée de fait par le décret du 2 sansculottides an II (18 septembre 1794) qui supprimait le budget de l'Église constitutionnelle. Cela est officiellement confirmé le 17 février 1795 après le Traité de La Jaunaye qui confirme une liberté de culte et la séparation de l'Eglise et de l'Etat.

## L'Église Gallicane

### Une Eglise désorganisée

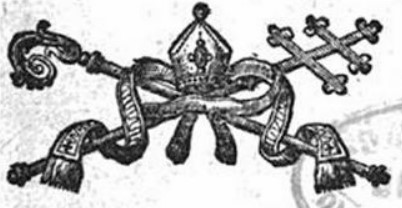
Symbole de l'Eglise Gallicane dans les Lettres Encycliques

La déchristianisation a grandement affaibli l'Eglise Constitutionnelle. Beaucoup ont abdiqué, se sont mariés où ont déserté sous la pression des Jacobins. L'Abbé Grégoire prend la tête de cette Eglise et tente de recontacter le clergé afin de la restructurer. Les Annales de la religion et le comité des Evêques Réunis à Paris permet de diffuser les idées Gallicanes et de centraliser les décisions dans cette période de reconstruction. Cette période est difficile pour l'Eglise Constitutionnelle Gallicane, elle est en manque d'effectif, de soutien politique et de fonds. Elle tente alors de se réformer pour résoudre ces défis.
Le 15 mars 1795, les « Évêques réunis à Paris » publient la Première Lettre Encyclique qui propose un règlement provisoire pour le fonctionnement de l'Église. La même année, Grégoire fonde la Société de philosophie chrétienne, qui remet à l'honneur les études religieuses, complètement stoppées par la Révolution, et réfléchit à une véritable organisation gallicane de l'Église de France. L'organe de presse de cette société, les Annales de la religion, propage ces idées dans le clergé constitutionnel.
La Deuxième Lettre Encyclique du 13 décembre 1795 met en place une organisation provisoire du clergé en vue d'un Concile National en 1797, elle définit provisoirement ses principes. Elle souligne alors son aspect conciliariste et tridentin, l'Eglise se positionne alors pour la Révolution mais contre l'athéisme. Ces positions paradoxales ne permet pas à l'Eglise d'avoir le soutien ni Directoire ni du Saint-Siège.
L'Eglise Constitutionnelle Gallicane, faute de soutien, tente entre 1796 et 1797 de se rapprocher du Saint-Siège. L'objectif est de mettre fin à la division violente du clergé français entre jureurs et réfractaires, cela pour permettre le retour de la chrétienté à un moment où les ferveurs révolutionnaires redescendent. L'Eglise Constitutionnelle ne recule pas sur ses positions Gallicane mais tente d'obtenir le soutien du Pape, cependant, le Saint-Siège ne répond même pas à leurs lettres jugeant encore l'Eglise Constitutionnelle comme schismatique. C'est alors contre-productif car l'Eglise s'aliène le Directoire et n'a pas le soutien du Pape.

### Le premier Concile national
La tenue de ce concile est assez exceptionnelle, l'Abbé Grégoire parvient d'une manière assez inattendue à reconstituer l'Eglise Constitutionnelle et le Directoire accepte la tenue du Concile en espérant que celui-ci décide de la réintégration du clergé marié.
Ce concile intègre les valeurs et l'organisation des parlements révolutionnaires. Le concile est organisé en différentes commissions et des motions sont votées à la majorité de deux tiers. L'Eglise Constitutionnelle tente de représenter l'entièreté du clergé, ils tentent d'intégrer le bas clergé par des représentants élus intervenant dans le concile.
Plusieurs principes se dégagent du concile, d'abord un renforcement de l'autorité de l'Eglise contre la désorganisation, la hiérarchie doit être respectée et les décisions suivies. Ensuite une volonté de collégialité, les décisions majeures doivent se prendre par concile et des synodes sont organisées, cela permet de dynamiser l'étude théologique gallicane. Finalement, la démocratie au sein de l'Eglise est affirmée, les évêques doivent toujours être élus par les fidèles et canonisés par les métropolitains. Aussi, le bas-clergé devant être représenté dans les conciles et les instances décisionnelles.
L'Eglise constitutionnelle décide de ne pas intégrer les clercs mariés au désarroi du Directoire. Cependant, l'Eglise Constitutionnelle, malgré son indépendance vis-à-vis de l'Etat, continue de suivre les idéaux et les progrès issus de la Révolution. Le Pape condamne aussi fortement ce concile qu'il juge schismatique.

### Vers une Église nationale
Pendant toute la période du Directoire, le clergé constitutionnel se réorganise et s'implante dans les structures locales. Les scandales du début de la Révolution et de la Terreur s'effacent peu à peu, le clergé est de mieux en mieux apprécié. Le clergé réfractaire, lui, s'enfonce dans la clandestinité, malgré quelques tentatives de cohabitation entre les deux clergés. Un deuxième concile est prévu, afin de poursuivre les travaux de l'Église constitutionnelle, pour l'année 1801.

### La fin du clergé constitutionnel
Le deuxième concile national se tient à Paris en 1801. Malheureusement pour lui, Napoléon Bonaparte est justement en train de négocier le Concordat avec le pape Pie VII. Il condamne donc la tenue du concile dès ses débuts. Celui-ci, paralysé par les négociations en cours, se contente de formuler des principes généraux sur la nécessité d'une Église gallicane, qui sont reprises dans les Annales de la religion, journal tenu essentiellement par l'évêque de Blois, Henri Grégoire. À la suite de la signature du Concordat, les évêques constitutionnels sont priés par Bonaparte et par le pape de démissionner, tout comme leurs collègues réfractaires, afin de procéder à la nomination de nouveaux évêques, dans un souci d'apaisement. Le pape veut réorganiser l'épiscopat français en nommant un tiers d'évêques réfractaires, un tiers d'évêques constitutionnels et un tiers de nouveaux évêques. Si une moitié des évêques constitutionnels accepte la proposition du Saint-Siège, une autre moitié refuse et argue de sa légitimité.
Dans le clergé, la majorité des prêtres constitutionnels accepte de prêter serment au Concordat et poursuit sa carrière ecclésiastique. Mais une minorité significative refuse. Ces prêtres gallicans entrent alors dans une guerre d'usure avec les autorités politiques et ecclésiastiques. Cette résistance au concordat se poursuit jusqu'à l'extinction de cette génération, qui se termine dans les années 1840. Progressivement, les sanctions sont de plus en plus sévères, allant jusqu'à l'interdiction totale de donner les sacrements et de célébrer la messe en public. Les diocèses de Troyes, de Sens et de Paris sont les plus marqués par cette survivance constitutionnelle.
Les Annales de la religion sont interdites en 1803 par décision de Napoléon Bonaparte, sans doute à cause de leur refus du Concordat, mais aussi parce que le journal a une position très critique envers le pouvoir civil. La rédaction poursuit cependant ses activités et diffuse le journal quelques années sous forme manuscrite. Un nouveau journal, regroupant d'anciens membres du clergé constitutionnel, voit le jour en 1819. C'est la Chronique religieuse, qui ne dure que deux ans, jusqu'en 1821. Ce journal est constamment attaqué par les publications ultramontaines. On y retrouve la signature de l'abbé Grégoire ainsi que des principaux chefs de l'Église constitutionnelle.